# Donnybrook Rugby Ground
 (mars 2025).
Le Donnybrook Rugby Ground est un stade de rugby à XV localisé à Donnybrook (Dublin). Ce stade de 12 500 places est rénové en 2008.
C'est le stade qui accueille en partie les rencontres à domicile de la province du Leinster jusqu'en 2007. Les clubs d'Old Wesley RFC et des Bective Rangers RFC y évoluent également. 

## Historique
Jusqu'en 2007, le stade accueille les matchs de la province du Leinster. Toutefois, l'Academy (centre de formation) du Leinster continue d'y jouer. Depuis, les clubs d'Old Wesley RFC et des Bective Rangers RFC y jouent. 
En mars 2018, la compagnie irlandaise Energia devient sponsor du stade, celui-ci est alors renommé Energia Park pour une durée de dix ans.